# 1322
1322 (MCCCXXII) fue un año común comenzado en viernes del calendario juliano.

## Acontecimientos

### Marzo
- 16 de marzo: Se libra la batalla de Boroughbridge.

### Diciembre
- 25 de diciembre: Boda entre Jaime II de Aragón y Elisenda de Moncada.

## Nacimientos
- Imelda Lambertini, beata.

## Fallecimientos
- 3 de enero - Felipe V, rey de Francia.
- 24 de junio - Mateo I Visconti, noble y gobernante de Milán.